# Covel·lita
La covel·lita és un mineral de coure de la classe dels sulfurs. Va ser anomenat així l'any 1832 per François Sulpice Beudant en homenatge al mineralogista italià Niccolo Covelli (1790-1829), qui va descobrir el mineral al mont Vesuvi.

## Característiques
És un sulfur abundant a l'escorça terrestre. Cristal·litza en el sistema hexagonal, en forma de cristalls prims i hexagonals o en rosetes. També ho fa amb un hàbit massiu o granular. Els bons cristalls són força rars. Es fa servir com mena de coure, ja que és un molt bon conductor del corrent elèctric. Té un marcat pleocroisme de blau profund a blau pàl·lid.
Segons la classificació de Nickel-Strunz, la covel·lita pertany a «02.CA: Sulfurs metàl·lics, M:S = 1:1 (i similars), amb Cu» juntament amb els següents minerals: klockmannita, spionkopita, yarrowita, nukundamita i calvertita.

## Formació i jaciments
La covel·lita és trobada com un mineral secundari de coure, poques vegades és un mineral primari en jaciments de coure, i és encara menys probable que es trobi com un sublimat volcànic. Es forma a la intempèrie prop de la superfície dels dipòsits on el coure és el sulfur primari, en condicions hidrotermals. Pot contenir impureses de ferro, seleni, plata o plom. Acostuma a trobar-se com a recobriment sobre calcocita, calcopirita, bornita, enargita, pirita i altres sulfurs, sovint produint reemplaçaments pseudomòrfics d'altres minerals.

## Varietats
Es coneixen dues varietats de covel·lita: 
- La covel·lita argentífera és una varietat de color blau que conté plata de manera significativa, i que ha estat trobada a la mina Chala, Khaskovo, Bulgària.[2]
- La covel·lita selenosa és una varietat que conté seleni, amb fórmula Cu(S,Se). Se n'ha trobat a diversos indrets de la Xina i als Urals.[3]